# Fiamma
Die Fiamma (italienisch für «Flamme») ist eine 2476 m ü. M. hohe prominente Felsnadel aus Granit westlich der Albigna-Staumauer im Schweizer Kanton Graubünden. Die kühne Gratnadel ist zum Wahrzeichen des Bergells geworden.

## Lage und Umgebung
Die Fiamma gehört zu den Dente di Spazzacaldeira, einer Untergruppe der Bergeller Alpen, die zu den Bernina-Alpen gehören. Die Felsnadel befindet sich vollständig auf dem Gemeindegebiet von Bregaglia. Die Fiamma wird im Südosten durch die Val d’Albigna und im Nordwesten durch die Val Bregaglia eingefasst.
Zu den Nachbargipfeln gehören der Piz Balzet (2867 m) im Osten, die Spazzacaldeira (2487 m) im Süden und der Il Dente im Nordosten.
Der am weitesten entfernte sichtbare Punkt ist der Dent Blanche (4357 m) in den Walliser Alpen, im Süden des Kantons Wallis, rund 10 km westlich von Zermatt. Er befindet sich von der Fiamma aus gesehen 159,7 km in westlicher Richtung.
Im Osten der Fiamma befinden sich zahlreiche Kletterrouten, die zum Klettergebiet "Spazzacaldeira Ostwand" gehören. Viele dieser Routen können auch als Zustieg zur Fiamma verwendet werden. Die meisten Kletterrouten befinden sich im Schwierigkeitslevel 6a bis 6c.
Talort ist Vicosoprano. Häufige Ausgangspunkte sind Pranzaira (1192 m), der Albignasee (2097 m) oder die Albignahütte (2332 m).

## Routen zum Gipfel
Auf die Fiamma führen zwei Kletterrouten. Die 25 m lange Normalroute über die Südwand wird mit 5c+ bewertet, die Route über die Nordwand mit dem Namen "Fuoco e Fiamma" mit 6a+. Beide Routen sind gut gebohrt und können ohne Konflikt mit dessen Stand und Abseilstelle gleichzeitig begangen werden. "Fuoco e Fiamma" ist auch für toprope geeignet. Abgeseilt wird über die Nordseite. Die Routen sind sehr beliebt, daher herrscht oft grosser Andrang.

### Routen zum Fusse der Fiamma (Anfang Kletterrouten)
Viele der Routen des Klettergebiets "Spazzacaldeira Ostwand" können als Zustieg zur Fiamma verwendet werden. Ausgangspunkt ist immer die Bergstation der Seilbahn zum Albignasee (2097 m), deren Talstation sich in Pranzaira befindet (Betriebszeiten der Seilbahn: Mitte Juni – Mitte Oktober). Die Bergstation ist auf einem weiss-rot-weiss markierten Wanderweg auch in 3 Stunden von Pranzaira (1192 m) oder in 30 min von der Albignahütte (2332 m) aus erreichbar.

#### Schluchtroute (Normalroute)
Oft auch als Abstieg verwendet
- Ausgangspunkt: Bergstation Seilbahn zum Albignasee (2097 m)
- Via: Wärterhaus, westwärts, Couloir südlich der Spazzacaldeira
- Schwierigkeit: T5, kurze Kletterpassage im 3. Grad
- Zeitaufwand: 1½ Stunden

#### NE-Grat zum Dente
Die leichteste Route durch die Wand. Grasige Passagen wechseln sich ab mit schönen Seillängen. Die Route wird viel begangen.
- Ausgangspunkt: Bergstation Seilbahn zum Albignasee (2097 m)
- Via: Etwa 150 m nach der Kehre zweigt rechts eine Wegspur ab. Auf dieser Wegspur im Zickzack der Wand entlang an den höchsten Punkt des bewachsenen Geröllkegels
- Schwierigkeit: 4c
- Länge: 10 Seillängen

#### Fiamma Via Sud
- Ausgangspunkt: Bergstation Seilbahn zum Albignasee (2097 m)
- Via: Zustieg via Schluchtroute, aber 50 m unterhalb der Couloirmündung nach rechts
- Schwierigkeit: 6a+
- Länge: 8 Seillängen

## Bilder

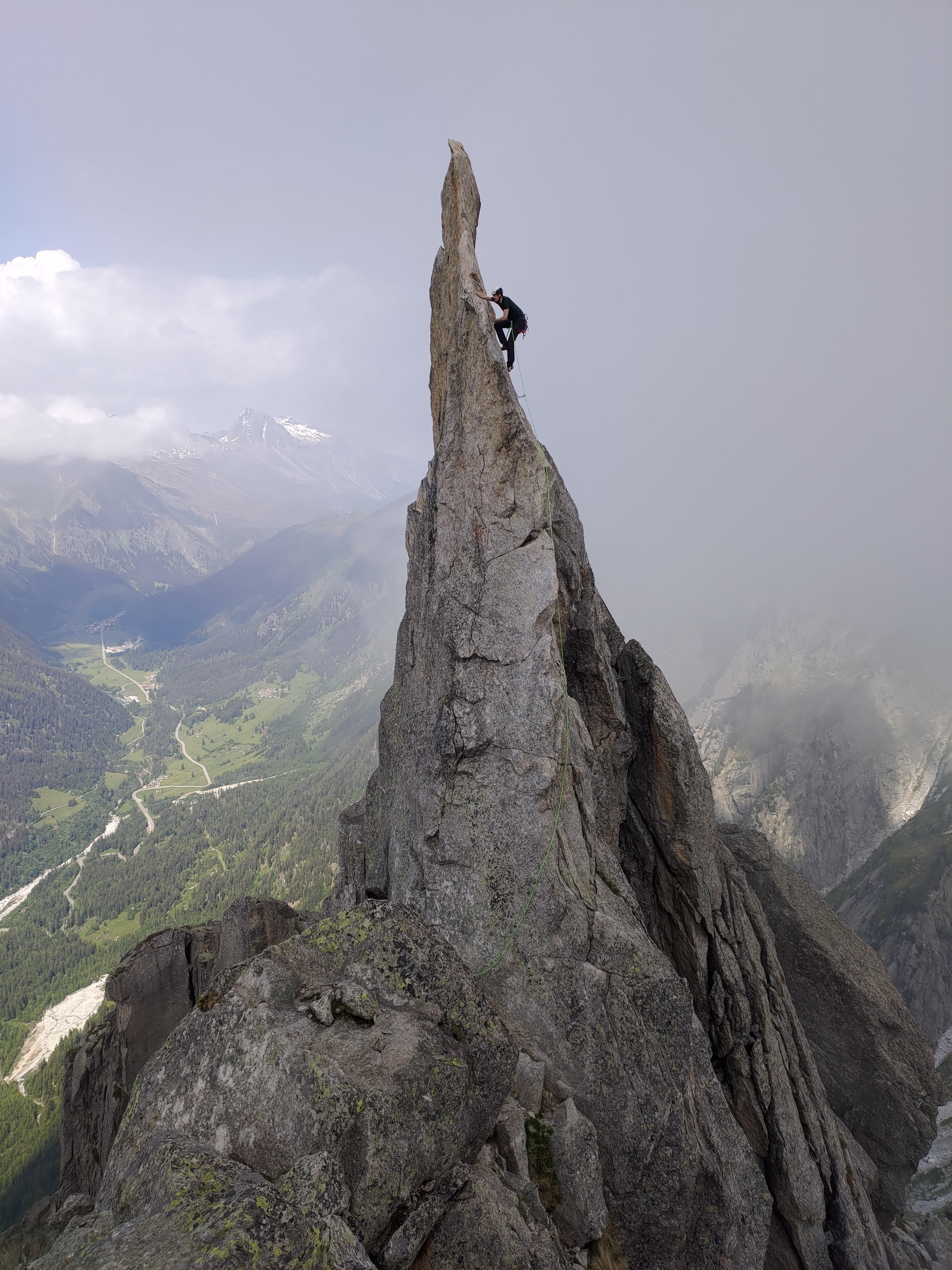
Kletterer in der Südwand.
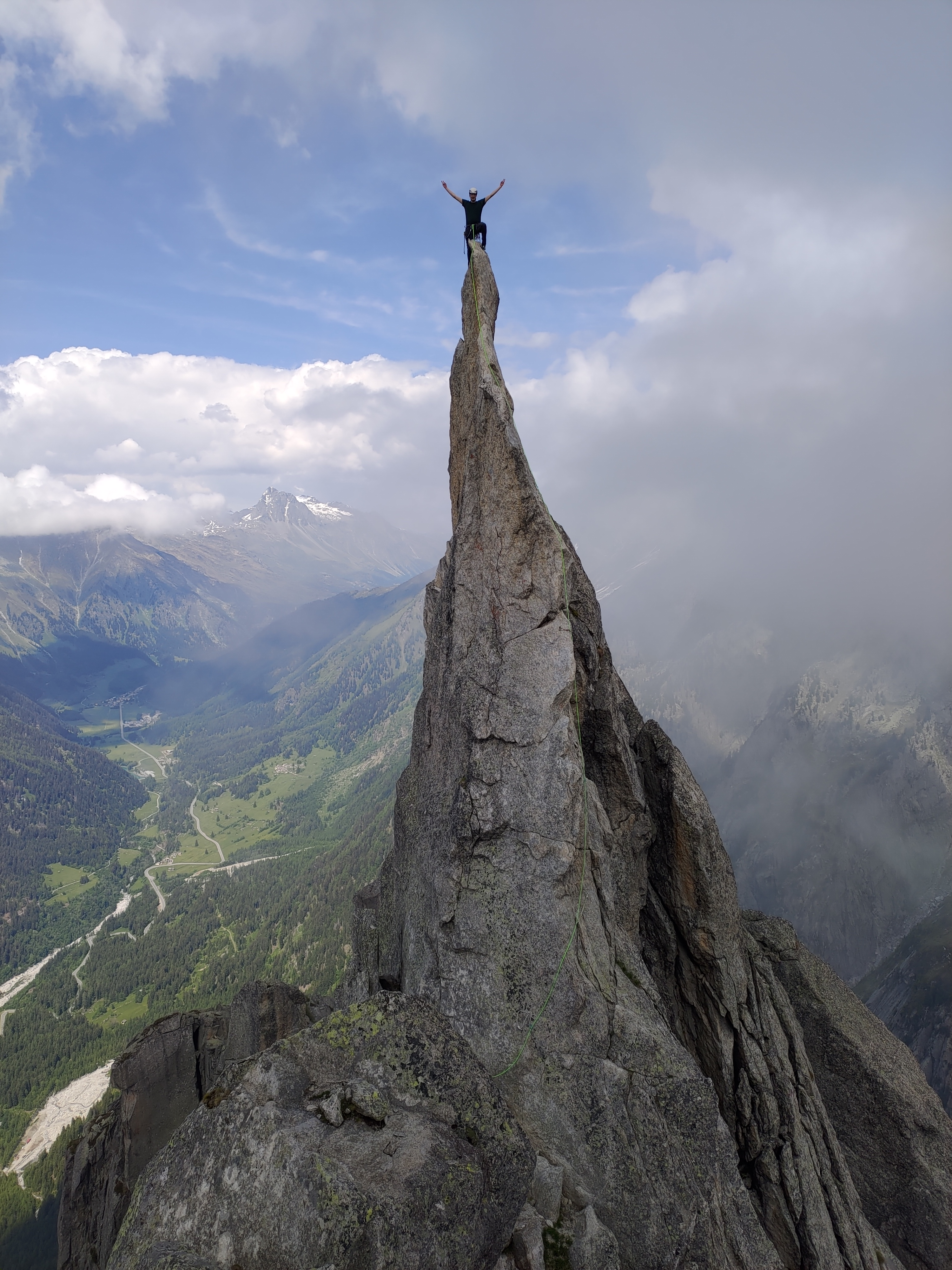
Kletterer zuoberst auf der Fiamma.
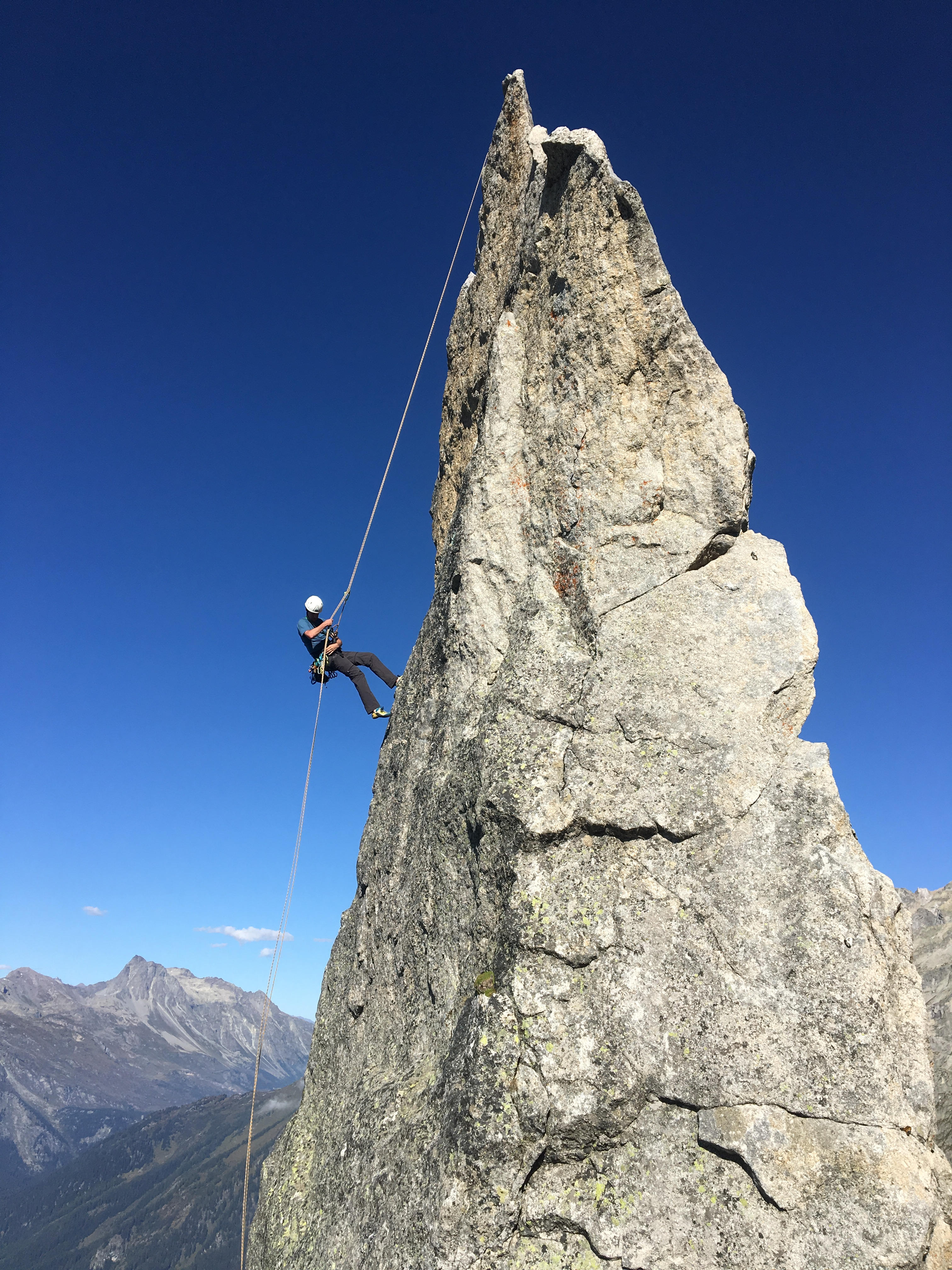
Abseilen auf der Nordseite der Fiamma.
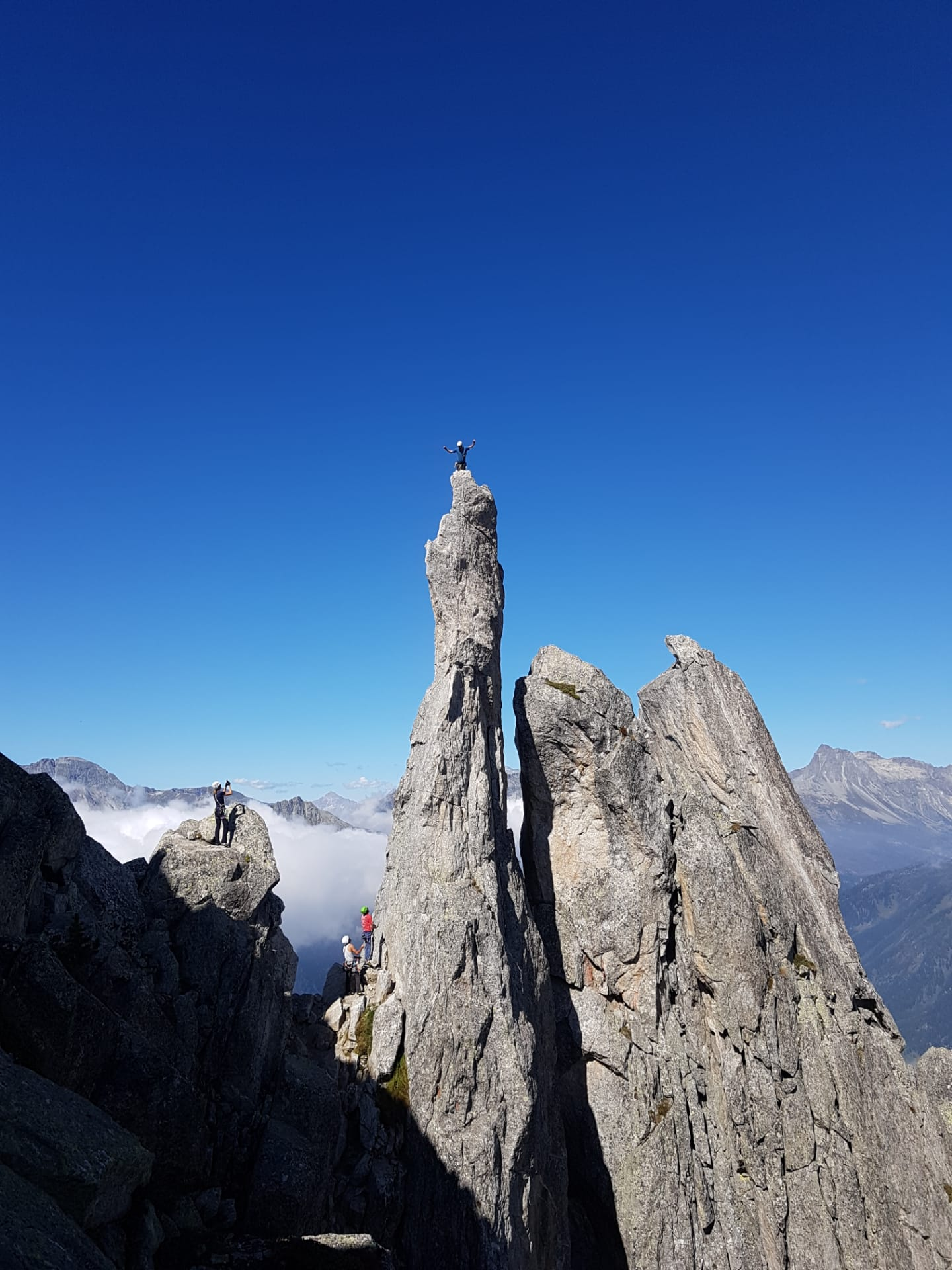
Kletterer am Fusse und zuoberst auf der Fiamma.
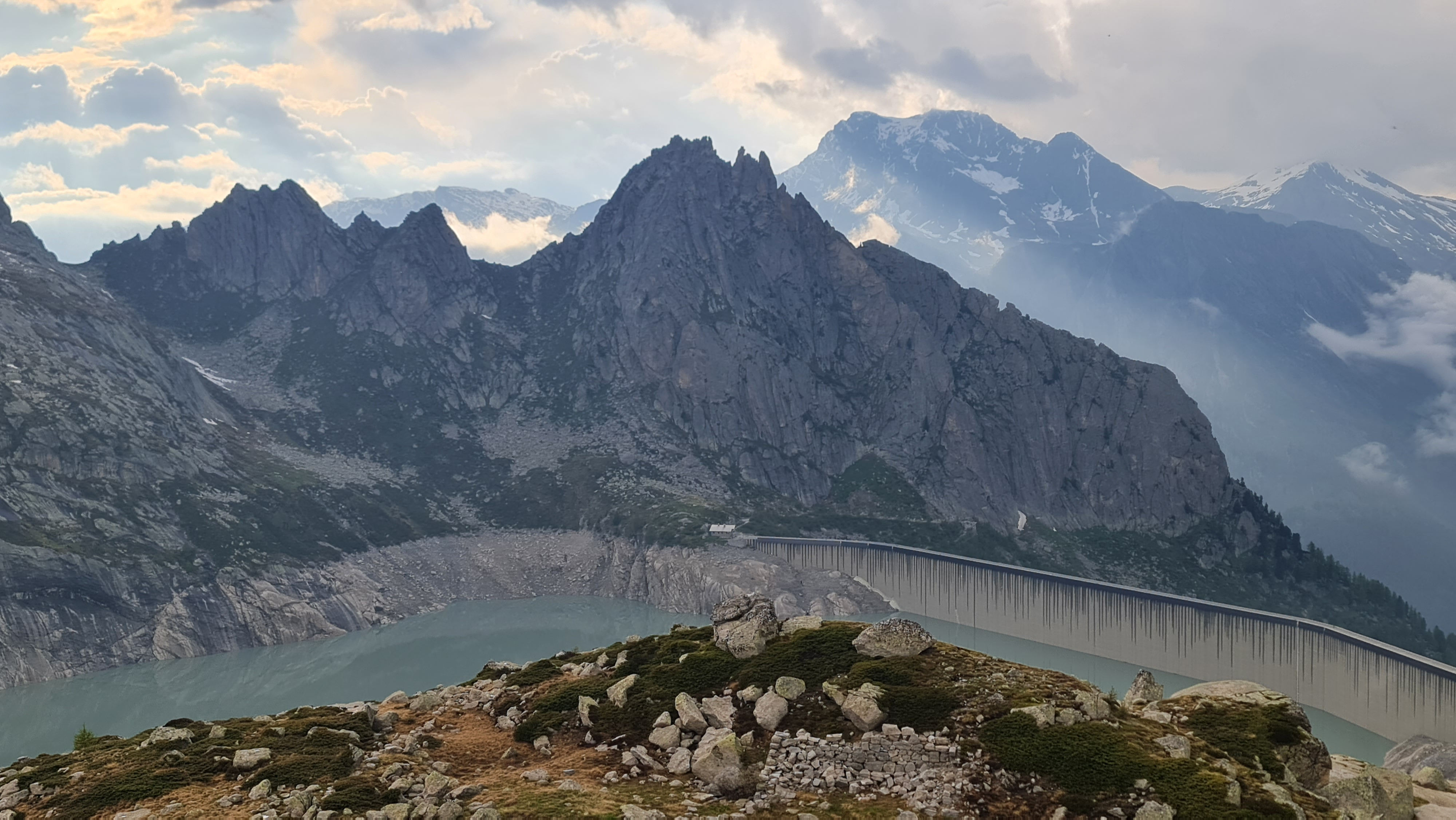
Spazzacaldeira (höchster Punkt) und Fiamma (rechts davon), aufgenommen von der Albignahütte, der Albignasee in der Mitte.